# التوازن بين العمل والحياة

متوسط ساعات العمل السنوية الفعلية لكل عامل في دول منظمة التعاون الاقتصادي والتنمية من عام 1970 إلى عام 2020

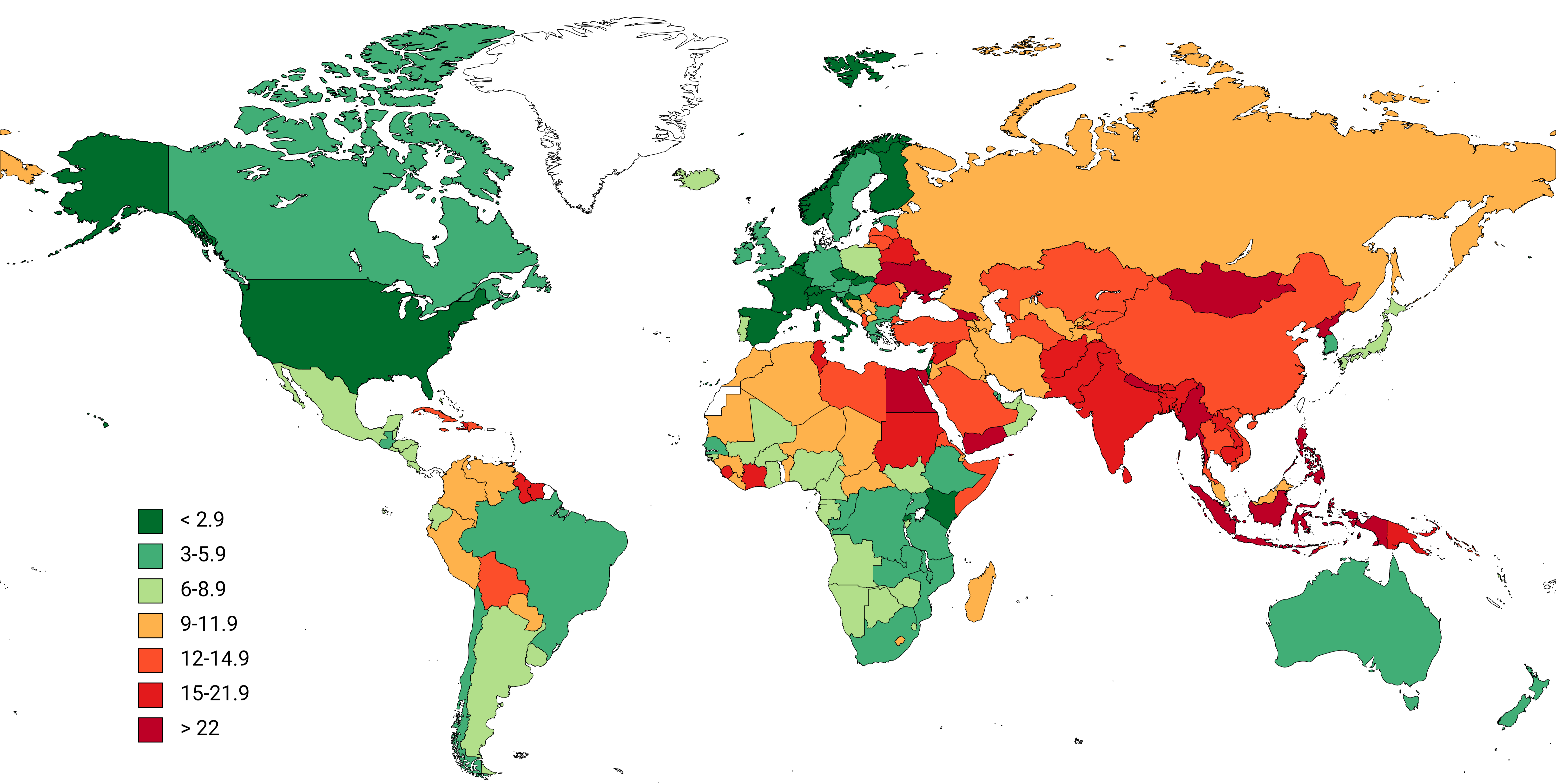
الوفيات الناجمة عن ساعات العمل الطويلة لكل 100 ألف شخص (15+)، دراسة مشتركة أجرتها World Health Organization ومنظمة العمل الدولية عام 2016

التوازن بين العمل والحياة (بالإنجليزية: Work–life balance)‏ هو مفهوم واسع بما في ذلك تحديد الأولويات بين «العمل» (مهنة والطموح) من جهة و«الحياة» (الصحة، متعة، وترفيه، الأسرة والتنمية الروحية) من جهة أخرى ذات الصلة، وعلى الرغم من أوسع نطاقا، حيث تشمل «توازن نمط الحياة» و«ميزان الحياة». بحسب الأمم المتحدة فهو يعني مجموعة من ترتيبات العمل المختلفة الهادفة إلى تحقيق بيئة عمل تتسم بمرونة أكبر، وتتمثل
الأهداف النهائية في إيجاد التوازن الأمثل بين الحياة المهنية والحياة الشخصية، مع الإسهام في زيادة الكفاءة التنظيمية.
وفقا لبيانات ملحق الصحة المهنية لمعاينة الصحة الوطنية (National Health Interview Survey Occupational Health Supplement) لعام 2010، فإن 16 ٪ من العاملين في الولايات المتحدة تحدثوا عن صعوبة في تحقيق التوازن بين العمل والأسرة. وكانت النتائج أكثر انتشارًا بين العمال الذين تتراوح أعمارهم بين 30 و 44 عام. على سبيل المثال، كانت التحديات المبلغ عنها المتمثلة في الموازنة بين مجالات الحياة للعمال ذوي البشرة السوداء من أصل غير إسباني هي 19 ٪ مقارنة مع 16 ٪ للعمال البيض غير اللاتينيين و 15 ٪ للعمال من أصل اسباني. أما بالنسبة للعمال المطلقين أو المنفصلين عن ازواجهم فكانت (19٪) مقارنة بالعمال المتزوجين (16٪) والعمال الأرملة (13٪) والذين لم يسبق لهم الزواج (15٪).
بالإضافة إلى ذلك، فإن العمال الذين حصلوا على درجة البكالوريوس وأعلى (18٪) مقارنة مع العمال الذين حصلوا على دبلوم المدرسة الثانوية أو G.E.D. (16 ٪)، والعاملين مع أقل من التعليم الثانوي (15٪). [2] العاملون في الزراعة، والغابات، وصيد الأسماك، وصيد الحيوانات (9٪) لديهم معدل انتشار أقل من عدم التوازن بين العمل والأسرة مقارنة بجميع البالغين المستخدمين (16٪). بين المهن، عُثِر على معدل أعلى من عدم التوازن بين العمل والأسرة في المهن القانونية (26٪)، في حين لوحظ انخفاض معدل انتشار للعمال في المكاتب والدعم الإداري (14٪) والزراعة والحراجة ومهن الصيد (10٪).

## تحديد الهوية خلال العمل
من خلال العمل في المنظمات، يحدد الموظفون، إلى حد ما، مع المنظمة، كجزء من مجموعة جماعية. تندرج القيم التنظيمية والأعراف والمصالح في مفهوم الذات حيث يزيد الموظفون من معرفتهم على المنظمة. ومع ذلك، يتعرف الموظفون أيضًا على أدوارهم الخارجية أو على «ذواتهم الحقيقية». ومن الأمثلة على ذلك: أدوار الوالدين/مساعدي الوالدين، وتحديد الهوية مع مجموعات معينة، والانتماءات الدينية، والمواءمة مع قيم وأخلاق معينة، ووسائل الإعلام الجماهيرية، إلى آخره.
تعمل تفاعلات الموظفين مع المؤسسة، من خلال الموظفين الآخرين، والإدارة، والعملاء، أو غيرهم على تعزيز (أو مقاومة) اندماج هوية الموظف مع المنظمة. في الوقت نفسه، يجب على الموظف إدارة الهوية «الذاتية الحقيقية» الخاصة بهم. بعبارة أخرى، الهوية «مجزأة ومبنية» من خلال عدد من التفاعلات داخل المنظمة وخارجها؛ ليس لدى الموظفين سوى نفس واحد.
لا يتعرف معظم الموظفين على المنظمة فحسب، بل أيضًا على جوانب أخرى من حياتهم (العائلة، الأطفال، الدين، إلخ). في بعض الأحيان تتماشى هذه الهويات وأحيانًا لا تكون كذلك. عندما تكون الهويات في نزاع، قد يتأثر الإحساس بتوازن صحي بين العمل والحياة. يجب أن يقوم أعضاء المنظمة بأداء أعمال الهوية بحيث ينحازون إلى المنطقة التي يعملون فيها لتجنب النزاع وأي ضغوط نتيجة لذلك. وقد خلصت عدة دراسات أُجريت في عالم الشركات إلى أن التوازن الملائم بين العمل والحياة الشخصية عن طريق ترتيبات العمل المتسمة بالمرونة يؤدي إلى ارتفاع الحافز لدى. لموظفين وزيادة الإنتاجية عن طريق خفض تكاليف التشغيل

## أسباب عدم التوازن
هناك ثلاثة أمور واسباب مرتبطة بعدم التوازن بين العمل والحياة: * النوع الاجتماعي * الوقت المستغرق في العمل * الخصائص العائلية.
- النوع الاجتماعي: قد تؤدي الاختلافات بين الجنسين إلى اختلال التوازن بين العمل بسبب الإدراك المتميز لهوية الأدوار. وقد ثبت أن الرجال يعطون الأولوية لواجباتهم في العمل على واجبات أسرهم لتوفير الدعم المالي لعائلاتهم، في حين تعطي المرأة الأولوية لحياة الأسرة.[7]
- الوقت المستغرق في العمل: قد يؤدي قضاء ساعات طويلة في العمل بسبب «عدم المرونة، أو التحول في متطلبات العمل، أو العمل الإضافي أو الواجبات المسائية» إلى اختلال التوازن بين واجبات العمل والأسرة.[8] وقد ثبت «أن الوقت الذي يقضيه في العمل يرتبط ارتباطًا إيجابيًا بالتداخل في العمل مع التدخل العائلي والأسري في العمل، ومع ذلك، لا علاقة له بالرضا عبر الابعاد المتعددة» [7] وقد يرجع ذلك إلى حقيقة أن الرضا أمر قياسي ونسبي. ويمكن تفسير ساعات طويلة بشكل إيجابي أو سلبي اعتمادا على الأفراد وظروفهم والعائلية والنفسية والقدرات. وتؤثر ساعات العمل الطويلة على واجبات العامل تجاه الأسرة، ولكن على الجانب الآخر، هناك فوائد مالية ترافق هذا الإجراء الذي ينفي تأثيره على الواجبات العائلية
- الخصائص العائلية: وتشمل الخصائص الأسرية أرباب العمل الأحاديين، وأصحاب العمل المتزوجين أو المتعاشرين، وأرباب العمل الوالدين، والوالدين المزدوجي الدخل. يعاني الآباء العاملون من رضاء عائلي بسبب واجباتهم العائلية أو متطلباتهم. وهذا يرجع إلى حقيقة أنهم غير قادرين على إكمال واجباتهم العائلية بنجاح. بالإضافة إلى ذلك، يقدّر العاملون الأهل الأنشطة الموجهة نحو الأسرة؛ وبالتالي، فإن العمل لساعات طويلة يقلل من قدرتها على تحقيق هذه الهوية، وفي المقابل، يقلل من رضا العائلة. أما بالنسبة للزوجين المتزوجين و / أو المزدوجيْن، فيبدو أنه «لا يتطلب المزيد من الوقت والجهد في المنزل فحسب، بل إنه أيضًا مورد للأفراد للاستفادة منه، سواء من خلال زيادة دخلهم وعواطفهم من خلال زيادة التعاطف والدعم».[7]

## تأثير التكنولوجيا
ان تأثير التكنولوجيا واضح جدا في تغير طبيعة العمل والحياة العائلية، حيث كان هناك تحول في مكان العمل نتيجة للتقدم التكنولوجي. وكما ذكر Bowswell و Olson-Buchanan ، «جعلت التكنولوجيات المتطورة والميسورة التكلفة أكثر جدوى بالنسبة للموظفين للحفاظ على الاتصال بالعمل». واصبح لدى الموظفين العديد من الطرق، مثل رسائل البريد الإلكتروني وأجهزة الكمبيوتر والهواتف المحمولة، والتي مكنتهم من إنجاز أعمالهم خارج الحدود غرفة مكتبهم. فقد يستجيب الموظفون لبريد إلكتروني أو بريد صوتي بعد ساعات العمل أو خلال عطلة نهاية الأسبوع، وعادةً ما لا يكون ذلك «رسميًا» أثناء العمل. وجد الباحثون أن الموظفين الذين يعتبرون أدوارهم في العمل مكونًا هامًا في هوياتهم، سيكونون أكثر عرضة لاستخدام تقنيات الاتصال المتعددة هذه للعمل أثناء وجودهم في أماكن غير مكان العل أو في غير اوقات العمل.
يقترح بعض المتخصصين أن هذا الحد غير محدود من التداخل بين العمل والحياة هو نتيجة للسيطرة التكنولوجية علينا. فالتحكم التكنولوجي «ينبثق من التكنولوجيا المادية لمنظمة ما». بعبارة أخرى، تستخدم الشركات البريد الإلكتروني وتوزيع الهواتف الذكية لتمكين موظفيها وتشجيعهم على البقاء على اتصال بالعمل حتى عندما لا يكونوا في المكتب. ان هذا النوع من السيطرة، يحل محل السيطرة الأكثر استبدادًا، أو تحكمًا بسيطًا، مثل المديرين والرؤساء. ونتيجة لذلك، تغيرت تكنولوجيات الاتصال في الجوانب الزمنية والهيكلية للعمل، وتحديد «مكان عمل جديد» يكون فيه الموظفون أكثر ارتباطاً بالوظائف خارج حدود يوم العمل التقليدي ومكان العمل. وكلما كانت الحدود أكثر وضوحًا، تم الإبلاغ عن أعلى الصراع بين العمل والحياة من قبل الموظفين. في استعراض للأدبيات الحديثة التي تبحث في نظرية الرقابة التكنولوجية، يقترح أرباب العمل والموظفون التواصل والاستمرار في العمل خلال «ساعات العمل» أو حتى فترات العطلة. هذا الاستخدام الإضافي للتكنولوجيا يخلق ارتباكا فيما يتعلق بالهدف الذي تفرضه التكنولوجيا على الفرد الذي يستخدمه وايضا الهدف من التكنولوجيا نفسها المتمثل في راحة الإنسان. هناك أسئلة مثل «ما هو استخدام وسائط استخدام العمل مقارنةً بوسائط الاستخدام غير العمل» أو «هل نعمل أكثر لأنه أسهل وأكثر سهولة أو لأننا نريد العمل أكثر؟» 
يقول المتخصصون في مساعدة الموظف أن هناك العديد من الأسباب لهذا الوضع تتراوح بين الطموح الشخصي والضغط على الالتزامات العائلية إلى السرعة المتسارعة للتكنولوجيا. [28] وفقا لدراسة حديثة لمركز سياسة الحياة العملية، فإن 1.7 مليون شخص في الولايات المتحدة يعتبرون وظائفهم وساعات عملهم مفرطة بسبب العولمة.

## طرق تحقيق التوازن
هناك عدد من الطرق التي تساعد على تحقيق لتوان بين الحياة الشخصية والمهنية منها:
- معرفة سياسات العمل والمدير في العمل: استفسر عن سياسات الشركة التي تعمل بها حول أوقات العمل، وعما إذا كانت تسمح بالعمل من المنزل، وإذا كنت موظفاً نشيطاً، يمكنك التفاوض مع الإدارة حول جدول دوام أمثل يرضي الجميع مع مزيد من الجودة الإنتاجية في العمل.
- التواصل: إذا اضطررت للتأخر عن موعد دوامك لعدة ساعات بسبب القضايا العائلية، أبلغ مديرك وزملائك بذلك واحصل على دعمهم الكامل.
- استخدام التكنولوجيا بشكل إيجابي: تساعدك التكنولوجيا على جعل حياتك أسهل، ولكن لا تجعلها تسيطر عليك، لذا توقف عن استخدامها في أوقات معينة بحيث تتمكن من التركيز على عائلتك أو أصدقائك.
- العمل عن بعد: العمل من المنزل على سبيل المثال ليوم واحد في الأسبوع على الأقل، يساعدك على توفير بعض الوقت، حيث تستطيع من خلال ذلك التركيز في العمل لفترات طويلة، وتلبية احتياجات أسرتك في الوقت ذاته.
- تعلم كيف تقول «لا»: تذكر بأنك تمتلك الحق في رفض أي عمل إضافي من شأنه أن يؤثر في أنشطتك الأخرى، فعندما تتوقف عن القيام بأعمال تشعرك بعذاب الضمير إن لم تنفذها، فستجد أمامك المزيد من الوقت الذي يمكن أن تستثمره في نشاطات تسرك وتفيدك أيضاً.

## التنوع

### التوجه للنوع الاجتماعي
غالباً ما يتم التغاضي عن التنوع فيما يتعلق بالميل الجنسي عند تطبيق شروط المبادئ التوجيهية والاتفاقات العائلية في سياسات الشركة. غالبًا ما يتم تجاهل الأقليات الجنسية في وضع هذه السياسات. ونتيجة لذلك، لا يتم الوفاء باحتياجات العائلات غير التقليدية، التي تتكون من أزواج أو أفراد ذوي خلفيات مثلية أو مثليين وثنائيي الجنس أو متحولين جنسياً. توجد وصمة العار والتحيز الجنسي في إدارة التنوع والتضمين على المستوى الدولي، ومجموعة من العوامل السياقية والمجتمعية تحدد عدم الاهتمام بموظفي الأقليات الجنسية. ونتيجة لذلك، يمكن أن يتعرض هؤلاء الموظفون للاستبعاد والإهمال والعزلة، الأمر الذي يؤثر سلبًا على التوازن بين العمل والحياة.
تكشف العديد من الدراسات الدولية أن سياسات الشركات الداعمة للمثليين والمتحولين جنسيًا تسمح بوجود بيئة شاملة في مكان العمل. ونتيجة لذلك، يستلزم ذلك فوائد للموظفين وأداء الشركة عمومًا. هناك علاقة إيجابية بين السياسات الداعمة للمثليين والمتحولين جنسيًا والنتائج المتعلقة بالأعمال، مثل زيادة الإنتاجية. ويرتبط انخفاض السلوك التمييزي بين الموظفين، وتعزيز الرضا الوظيفي، ومشاركة الموظفين مع زيادة النتائج الاقتصادية. ومع ذلك، تختلف التجارب الفردية مع هذه الأنواع من السياسات الشاملة، حيث توجد «فجوات تنفيذ» محتملة بين سياسات المساواة والتنوع، والممارسة عبر القطاعات، وأماكن العمل وحتى داخل مباني المنظمات.
أيضا، على مستوى الاقتصاد الكلي، وتعزيز الصحة وسياسات الصحة العامة التي تكيفت وتطويرها لضمان بيئة عمل شاملة ومتنوعة للأقليات الجنسية. تستهدف هذه الأهداف الصحية المحددات الاجتماعية للصحة وتؤدي إلى زيادة صحة السكان وانخفاض شامل في التكلفة في نظام الصحة العامة.

## التنافس العالمي

### الولايات المتحدة
ووفقًا لدراسة جديدة أجراها باحثون من جامعة هارفارد وجامعة ماكجيل، فإن الولايات المتحدة متخلفة كثيراً عن جميع الدول الغنية تقريبًا عندما يتعلق الأمر بسياسات مكان العمل الموجهة للعائلات مثل إجازة الأمومة والأيام المرضية المدفوعة ودعم الرضاعة الطبيعية. تقول جودي هايمان من مؤسِّسة مشروع هارفارد للأسر العاملة العالمية ومديرة معهد ماكغيل للصحة والسياسة الاجتماعية، أن «المزيد من البلدان توفر الحماية في مكان العمل التي لا يستطيع ملايين الأمريكيين الحلم بها. لقد كانت الولايات المتحدة فخور بتبني القوانين التي تنص على تكافؤ الفرص في مكان العمل، لكن حماية العمل / الأسرة هي من بين الأسوأ».
ويشارك العديد من الأمريكيين هذه الملاحظة اليوم ويعتبرها العديد من الخبراء دليلاً على المناخ الحالي للعمل. ومع ذلك، فإن وزارة العمل الأمريكية تدرس اللوائح التي تعطي العمال إجازة غير مدفوعة الأجر للتعامل مع حالات الطوارئ الأسرية والطبية. اقترح السيناتور كريس دود من كونيتيكت تشريعا من شأنه أن يمكّن العمال من الحصول على إجازة مدفوعة الأجر لمدة ستة أسابيع. ومن المتوقع أيضا أن يعيد الكونغرس النظر في قانون الأسر السليمة، وهو مشروع قانون كان سيطلب من أرباب العمل الذين لا يقل عددهم عن خمسة عشر موظفا تقديم سبعة أيام مرضية مدفوعة الأجر في السنة.
وتوفر 107 بلدان على الأقل الحماية لحق المرأة العاملة في الرضاعة الطبيعية، وفي ثلاث وسبعين منها على الأقل، تحصل المرأة على أجر. لا يوجد لدى الولايات المتحدة أي تشريع فيدرالي يضمن للأم الحق في إرضاع أطفالهن رضاعة طبيعية في العمل، ولكن هناك 24 ولاية، وهي مقاطعة كولومبيا وبورتوريكو لديها قوانين تتعلق بالرضاعة الطبيعية في مكان العمل.
يوجد لدى 134 دولة على الأقل قوانين تحدد الحد الأقصى لطول أسبوع العمل؛ لكن الولايات المتحدة ليس لديها الحد الأقصى لطول العمل في الأسبوع ولا تضع أي قيود على مقدار الوقت الإضافي الذي يتعين على الموظف العمل فيه كل أسبوع. (السويد) الدنمارك والنرويج لديها أعلى مستوى من استحقاقات الأمومة - تقدم السويد إجازة أمومة مدفوعة الأجر لمدة 68 أسبوعًا، وتوفر النرويج إجازة أمومة مدفوعة لمدة 56 أسبوعًا وتوفر الدنمارك 52.
حتى عندما يتم توفير وقت العطلة في بعض الشركات الأمريكية، يختار البعض عدم الاستفادة منه. ذكر استطلاع أجرته مجلة Recruiter International لعام 2003 أن 50% من المديرين التنفيذيين الذين شملهم الاستطلاع لم يكن لديهم خطط لاتخاذ إجازة. قرروا البقاء في العمل واستخدام وقت العطلة للتأثير على أعباء العمل المتزايدة. في الآونة الأخيرة، 2018 بحث من مشروع: Time Off تشير إلى أن 52٪ من الموظفين أفادوا بأنهم كانوا يقضون أيام إجازة غير مستخدمة في نهاية عام 2017. وهذا يعادل 705 مليون يوم عطلة غير مستخدم في الولايات المتحدة سنويا.
لا يحق للعمال الأمريكيين قانونًا أي عطلة مدفوعة الأجر. ومع ذلك، فإن معظم أرباب العمل سيعطون 10 أيام من الأعياد الوطنية. هذا هو واحد من أقل العطل المدفوعة الإجمالي في العالم. لدى البرازيل ما مجموعه 41 يومًا مدفوعًا الأجر وأستراليا 38 يومًا.
وقد بدأت بعض الشركات الأمريكية ترى ذلك لتحسين كفاءة الموظفين، فيجب عليهم تحسين نوعية وقتهم في العمل ومختلف عوامل الإجهاد الأخرى التي قد يتعرضون لها في حياتهم. اتخذت شركات مختلفة مبادرات لتحسين رضا العاملين بشكل جذري. وقد أدخلت شركات مثل 3M مدربي إدارة الإجهاد المجاني إلى مكان العمل لمساعدة الموظفين في جداولهم المزدحمة. وضعت غوغل و Facebook وقوة المبيعات مناطق نشطة جسديًا في مكان العمل بالإضافة إلى توفير الطعام والوجبات الخفيفة مجانًا للعمال. هذه الشركات هي بعض من أفضل من حيث فوائد الإجازات المرضية والأمومية. هذه الهياكل التجارية هي نماذج يمكن أن تدفع الحكومة لتحسين المعايير في جميع أنحاء الولايات المتحدة الأمريكية.

### الاتحاد الأوروبي
يشجع الاتحاد الأوروبي مختلف المبادرات المتعلقة بالتوازن بين العمل والحياة ويشجع الدول الأعضاء على تنفيذ سياسات ملائمة للأسرة. في أوروبا، قام تطبيق وقت العمل بتنفيذ أسبوع عمل بحد أقصى 48 ساعة. اختارت العديد من البلدان لساعات أقل. قدمت فرنسا أسبوع العمل 35 ساعة. متناقضة مع الدول الاسكندنافية، لا يوجد دليل على سياسات الدولة التي تشجع الرجال تماما على اتخاذ حصة أكبر من العمل المنزلي في فرنسا أو البرتغال أو بريطانيا. في عام 2007، وجد المسح الأوروبي لجودة الحياة أن البلدان الواقعة في جنوب شرق أوروبا تعاني من أكثر المشاكل شيوعًا في التوازن بين العمل والحياة. في كرواتيا واليونان، يقول ما يزيد قليلاً عن 70٪ من المواطنين العاملين أنهم متعبون جداً للقيام بأعمال منزلية عدة مرات في الشهر على الأقل بسبب العمل.
في بريطانيا، تم إصدار تشريع يسمح للآباء الأطفال دون سن السادسة لطلب جدول عمل أكثر مرونة. يجب أن توافق الشركات على هذا الطلب طالما أنها لا تضر بالعمل. كشفت دراسة استقصائية عام 2003 للخريجين في المملكة المتحدة أن الخريجين يقدرون المرونة أكثر من الأجور.
في جميع دول الاتحاد الأوروبي الخمسة والعشرين، يعاقب الناخبون السياسيين الذين يحاولون تقليص العطل. «حتى اليومان الاثنان والعشرون اللتوانيون والليثونيون والبولنديون والسلوفينيون يعتبرون أنفسهم أكثر كرماً من الإجازة المخصصة للعمال الأمريكيين». وفقًا لتقرير صادر عن معهد الأسر والعمل، بلغ متوسط الوقت الذي يقضيه الأميركيون في الإجازات كل عام 14.6 يومًا.
وفقا لجيريمي رينولدز، يمكن للنقابات الضغط للحصول على الفوائد، والأجور، والتدريب، وتدابير السلامة، وعوامل إضافية تؤثر على تكاليف وفوائد ساعات العمل. «يمكن أن يكون للنقابات تأثير مباشر أكثر على عدم التطابقات خلال الساعات من خلال جهودهم لتغيير طول يوم العمل وأسبوع العمل وسنة العمل، وزيادة الإجازات ووقت المغادرة». هذا هو السبب في أن العمال في البلدان التي توجد فيها نقابات قوية عادة ما يعملون لساعات أقل ولديهم سياسات إجازة أكثر سخاءً من العمال في البلدان التي توجد فيها نقابات أضعف.
من الأهمية بمكان الإشارة إلى أن العوامل الثقافية تؤثر على سبب وكم نعمل. وكما ذكر جيريمي رينولدز ، «قد تشجع الأعراف الثقافية العمل كهدف في حد ذاته أو كوسيلة للحصول على أشياء أخرى، بما في ذلك المنتجات الاستهلاكية.» قد يكون هذا هو السبب في أن الأميركيين ملزمون بالعمل أكثر من الناس في البلدان الأخرى. عمومًا، يرغب الأمريكيون دائمًا أكثر فأكثر، لذا يحتاج الأمريكيون إلى العمل بشكل أكبر من أجل الحصول على الأموال اللازمة للإنفاق على هذه المنتجات الاستهلاكية.